# Jakob Jud
Jakob Jud (Wängi, cantón de Turgovia, 12 de enero de 1882 - Seelisberg, cantón de Uri, 15 de junio de 1952) fue un lingüista y romanista suizo, famoso por la realización, junto con Karl Jaberg, del atlas lingüístico de Suiza (Sprach- und Sachatlas Italiens und der Südschweiz o AIS).

## Vida
Tras estudiar en la Universidad de Zúrich con Heinrich Morf, y posteriormente en las Universidades de París y Florencia, fue profesor de Lingüística Románica y Literatura Francesa Medieval en la Universidad de Zúrich desde 1922 hasta 1950.
En la elaboración del atlas lingüístico de Suiza, unió la geografía lingüística, impulsada por Jules Gilliéron, con la escuela de las Palabras y las Cosas (Wörter und Sachen). Los encuestadores del atlas lingüístico fueron Paul Scheuermeier, Gerhard Rohlfs y Max Leopold Wagner. La relación entre la cultura (material o no) y la lengua fue siempre un punto de interés en sus estudios.
Jakob Jud manifestó mucho interés por las hablas románicas de su país, particularmente por el romanche; así, contribuyó a la publicación del Dicziunari Rumantsch Grischun y del Vocabolario della Svizzera italiana, obra para la que colaboró desde 1934. También participó en 1940 en una obra elaborada colectivamente, Die Römische Schweiz, y en un estudio de las palabras románicas de la Suiza alemánica: Zur Geschichte der romanischen Reliktwôrten in den Alpenmundarten der deutschen Schweiz (1946). Además, Jakob Jud fundó una colección de monografías, Romanica Helvetica (1935) y la revista Vox Romanica (1936), en colaboración con Arnald Steiger.
En 1918 fue nombrado miembro correspondiente de la Sección Filológica del Instituto de Estudios Catalanes. En 1951 fue elegido miembro de la Académie royale de langue et littérature françaises de Bélgica.

## Obras
- con Karl Jaberg: Sprach- und Sachatlas Italiens und der Südschweiz (Zofingen/Berna, 1928-1960). 8 volúmenes.
- Der Sprachatlas a los Forschungsinstrument (Halle/Saale,1928)
- Romanische Sprachgeschichte und Sprachgeographie (Zúrich/Friburgo de Brisgòvia, 1973). Edición póstuma.